# Vestigi

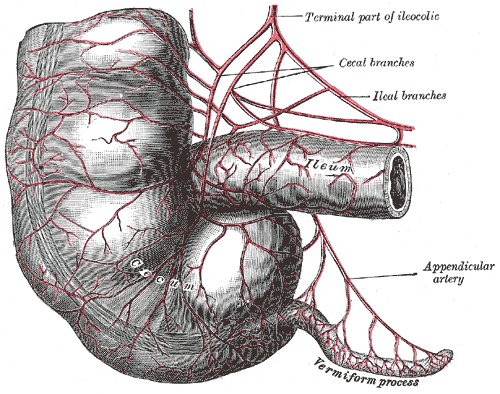
En els humans l'apèndix vermiforme és una estructura vestigial que ha perdut la majoria de la seva funció ancestral

Un vestigi, rudiment o òrgan vestigial és una estructura anatòmica que aparentment ha perdut la major part o la totalitat de la seva funció primigènia en una determinada espècie. Avaluació de l'estat vestigial generalment es fa per comparació amb les característiques homòlogues en espècies estretament emparentades. L'aparició de vestigis es produeix per processos evolutius normals, en general per la pèrdua de funció, d'una funció que ja no està subjecte a les pressions de selecció positives quan perd el seu valor en un nou entorn. També es pot produir aquest canvi quan les pressions selectives són negatives, és a dir que el caràcter és seleccionat en contra. Exemples típics d'ambdós tipus es produeixen en la pèrdua de la capacitat de volar en espècies que habiten en illes. En qualsevol cas els caràcter vestigials d'acord amb la teoria sintètica de l'evolució han de ser forçosament caràcters determinats per gens.
Les característiques vestigials poden adoptar diverses formes, per exemple, poden ser patrons de comportament, estructures anatòmiques, o processos bioquímics. Com la majoria d'altres característiques físiques, les característiques vestigials, però funcionals en una espècie determinada poden aparèixer successivament, desenvolupar-se i persistir o desaparèixer en diferents etapes dins de l'ontogènia de l'organisme, que van des del desenvolupament embrionari primerenc a l'edat adulta tardana.
El terme vestigi és útil en referència a moltes característiques determinades genèticament, ja sigui morfològica, de comportament o fisiològica, en qualsevol context però, no ha de seguir segueix que una característica residual ha de ser completament inútil. Un exemple clàssic a nivell de l'anatomia és l'apèndix vermiforme humà - encara que considerat vestigial en el sentit de no tenir cap funció digestiva significativa, l'apèndix encara té les funcions immunològiques i és útil en el manteniment de la flora intestinal.
A nivell molecular s'apliquen conceptes similars - algunes seqüències d'àcids nucleics en genomes eucariotes no tenen cap funció biològica coneguda, alguns d'ells hi ha el que s'ha anomenat "ADN escombraries", però és difícil demostrar que una determinada seqüència en una regió particular d'un determinat genoma no és funcional. El simple fet que es tracti d'ADN no codificant no vol dir que no tingui cap funció (pot estar implicat en la regulació gènica o en l'establiment de l'estructura dels cromosomes). A més, fins i tot si una seqüència d'ADN existent és no té una funció específica, no significa que derivi d'una seqüència ancestral d'ADN funcional. Lògicament aquest ADN no seria vestigial en el sentit de ser el vestigi d'una estructura funcional anterior. Per contra els pseudogens han perdut la capacitat de codificació de proteïnes o d'una altra manera ja no s'expressa en la cèl·lula.
Les estructures vestigials sovint s'anomenen òrgans vestigials, encara que molts d'ells no són en realitat òrgans (amb el benentès que l'òrgan duu associada la capacitat de realitzar una determinada funció). Aquestes estructures vestigials típicament són degeneracions, atròfies, o rudiments. Encara que les estructures comunament considerades "vestigials" poden haver perdut parcialment o totalment les funcions orgàniques que havien realitzat en els organismes ancestrals, aquestes estructures poden retenir funcions menors o poden haver-se adaptat a noves funcions en les poblacions actuals.
És important per evitar la confusió del concepte de vestigis amb la d'exaptació. Tots dos poden ocórrer alhora en el mateix cas. En l'exaptació una estructura utilitzada originalment per a un propòsit és modificada per a efectuar-ne un de nou. Per exemple, les ales dels pingüins serien un tipus d'exaptació en el sentit de servir a un nou propòsit substancial (locomoció sota l'aigua), però encara podria ser considerat com vestigial en el sentit d'haver perdut la funció de vol. Tot i que Charles Robert Darwin argumentà que les ales dels emús serien definitivament vestigials, ja que no semblen tenir una funció principal existent, la funció és una qüestió de grau, de manera que els judicis sobre el que és una opció "important" són arbitràries. L'emú sembla utilitzar les seves ales com a òrgans d'equilibri en marxa. De la mateixa manera, l'estruç utilitza les seves ales per al control de la temperatura corporal, tot i que són, sens dubte són una estructura vestigial com a estructures per al vol.

## Història

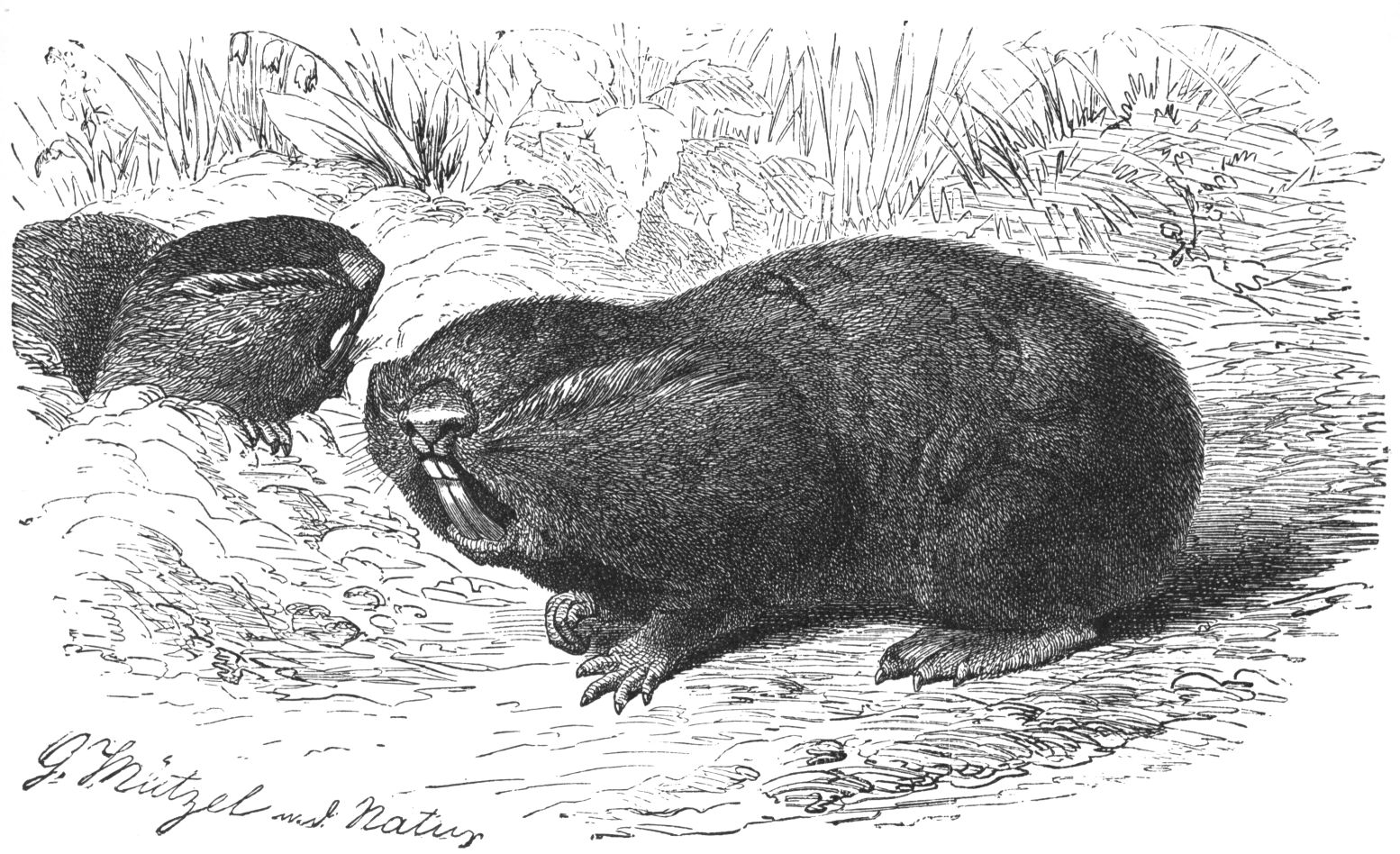
El rosegador Spalax typhlus té uns ulls diminuts completament coberts per una capa de pell

Les estructures vestigials s'han descrit des de l'antiguitat, i s'ha especulat molt sobre la raó de la seva existència abans que l'evolució darwinista produís una explicació àmpliament acceptada. Al segle quart abans de Crist, Aristòtil va ser un dels primers escriptors a comentar, en la seva «Història dels animals», els ulls vestigials dels talps, que qualifica de "retard en el creixement en el desenvolupament". No obstant això, és a partir dels darrers segles que els vestigis anatòmics han esdevingut un tema d'estudi científic. En 1798, Étienne Geoffroy Saint-Hilaire va assenyalar sobre les estructures vestigials:
| « | Considerant que inútil en aquesta circumstància, aquests rudiments... No s'han eliminat, perquè la naturalesa no funciona a salts ràpids, i ella sempre deixa vestigis d'un òrgan, tot i que és totalment superflu, sempre que aquest òrgan exerceixi un paper important en les altres espècies de la mateixa família" | » |

El seu col·lega, Jean-Baptiste Lamarck, anomenà una sèrie d'estructures vestigials en el seu 1809 llibre Philosophie Zoologique. Lamarck va assenyalar Spalax d'Olivier que viu sota terra, com el talp, i pel que sembla surt a la llum del dia, fins i tot menys que el talp, ha perdut per complet l'ús de la vista: Perquè mostri més que vestigis d'aquest òrgan"
Charles Darwin estava familiaritzat amb les estructures vestigials, si bé encara no usava aquest terme. Enumerà una sèrie d'aquests en «L'origen de l'home», incloent els músculs de l'orella, queixals del seny, l'apèndix, el còccix, el pèl del cos, i el plec semilunar al cantó de l'ull. Darwin va observar també, a «L'origen de les espècies», que una estructura vestigial podria ser inútil per a la seva funció principal, però encara conservaven les funcions anatòmiques secundàries: "Un òrgan que serveix per a dos propòsits, pot arribar a ser rudimentari o totalment anul·lat per la seva banda, encara més propòsit important, i romandre perfectament eficaç per a l'altre... Un òrgan pot ser rudimentari per al seu propòsit apropiat, i que s'utilitzi per a un objecte diferent. "
En la primera edició de L'origen de les espècies, Darwin esmenta breument l'herència dels caràcters adquirits sota el títol "Efectes de l'ús i desús", expressant el dubte que l'ús "reforça i amplia algunes parts, i el desús ells disminueix, i que aquestes modificacions s'hereten".
En edicions posteriors es va ampliar els seus pensaments sobre això,
i en el capítol final de la sisena edició de la conclusió que les espècies s'han modificat" principalment a través de la selecció natural de nombroses, successives i lleus variacions favorables; ajudat de manera important pels efectes heretats de l'ús i desús de les parts ".
En 1893, Robert Wiedersheim publicà una llista de 86 òrgans humans que eren, segons les seves paraules "abans de la major importància fisiològica que en l'actualitat". Teoritzant que eren vestigis de l'evolució, els anomenà "vestigials". Des d'aquell temps, s'ha descobert la funció d'algunes d'aquestes estructures, mentre que també s'han descobert altres vestigis anatòmics, de manera que la llista d'interès principalment com un registre dels coneixements de l'anatomia humana d'aquell moment. Les versions posteriors de la llista de Wiedersheim es van ampliar a un màxim de 180 "òrgans atrofiats" en humans. Per això, el zoòleg Horatio Newman va dir en una declaració escrita llegida com a prova en el judici de Scopes que "Hi ha, segons Wiedersheim, no menys de 180 estructures vestigials en el cos humà, suficient per fer d'un home un veritable museu a peu d'antiguitats."

## Ascendència comuna i teoria de l'evolució
Les estructures vestigials són sovint homòlogues a les estructures que funcionen normalment en altres espècies. Per tant, les estructures vestigials es poden considerar una evidència de l'evolució, el procés pel qual els trets hereditaris canvien en les poblacions durant un període prolongat de temps. L'existència de trets rudimentaris es pot atribuir als canvis en els patrons de l'entorn i el comportament de l'organisme en qüestió. Com la funció de la característica en qüestió ja no és beneficiosa per a la supervivència, la probabilitat que els futurs fills heretin la forma "normal" de la mateixa disminueix. En alguns casos, l'estructura es torna perjudicial per a l'organisme (per exemple, els ulls d'un talp es poden infectar amb el contacte amb la terra). En molts casos, l'estructura no sofreix un dany directe però, totes les estructures necessiten energia extra en termes de desenvolupament i manteniment, i també són un risc en termes de malaltia (per exemple, infecció o càncer), cosa que proporciona una pressió selectiva per a la separació de les parts que no contribueixen a l'aptitud d'un organisme. Lògicament una estructura supèrflua però no perjudicial necessitarà més temps per a desaparèixer d'una població que un que caràcter que sigui perjudicial. No obstant això, algunes estructures vestigials poden persistir a causa de les limitacions en el desenvolupament, ja que tal pèrdua completa de l'estructura no podria passar sense més alteracions del patró de desenvolupament embrionari de l'organisme, i aquestes alteracions probablement poden produir nombrosos efectes secundaris negatius. Els dits de la pota de molts animals com ara cavalls, que només usen un sol dit per a sostenir-se, encara existeixen en una forma rudimentària i poden arribar a ser visibles, encara que rares vegades, de tant en tant en alguns individus. Així mateix les holotúries durant el seu desenvolupament embrionari passen consecutivament d'una simetria bilateral, a una radial, per acabar de nou en una simetria bilateral, essent la simetria radial present en els individus adults.
Les versions vestigials de l'estructura es poden comparar amb la versió original de l'estructura en altres espècies per tal de determinar l'homologia d'una estructura vestigial. Les estructures homòlogues indiquen ascendència comuna amb aquells organismes que tenen una versió funcional de l'estructura. Douglas Futuyma ha declarat que les estructures vestigials no tenen sentit sense l'evolució, així com l'ortografia i l'ús de moltes paraules angleses modernes només poden explicar-se per antecedents del llatí o del nòrdic antic.

## Exemples

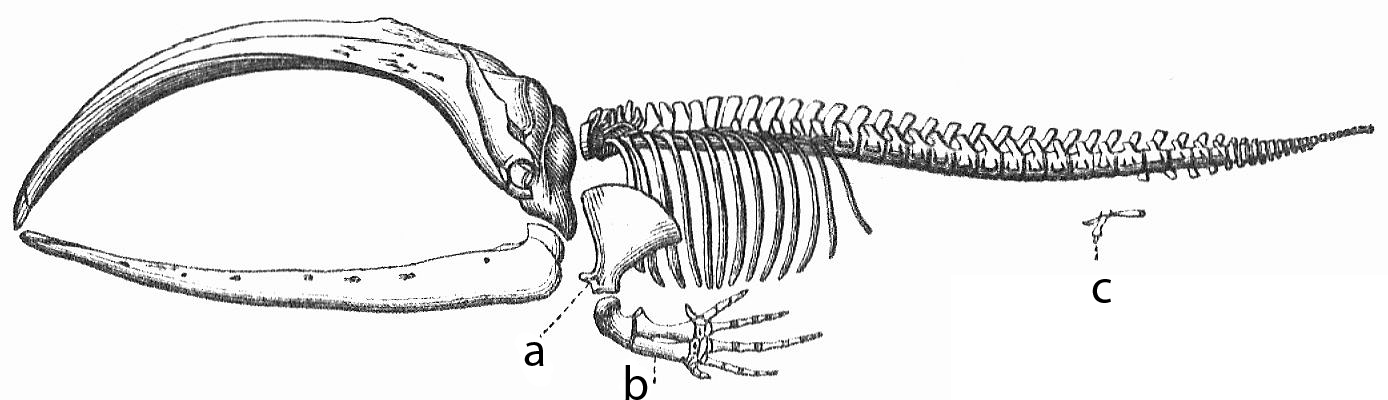
La lletra c de la imatge indica els ossos corresponents a les potes anteriors desenvolupats en una balena

Els caràcters vestigials són presents a tot el regne animal, i es podria donar una llista gairebé interminable. Darwin va dir que "seria impossible anomenar un dels animals més alts en els quals una part o l'altra no està en un estat rudimentari".
A les balenes i altres cetacis, es poden trobar petits ossos de les potes vestigials profundament enterrats a la part posterior del cos. Es tracta de les restes de les potes dels seus avantpassats terrestres. Tots els misticets tenen una típica i comuna forma dels ossos de la pelvis en la part anterior dels seus torsos. Són estructures funcionalment importants a l'efecte de la còpula i la defecació.
Les ales dels estruços, emús i altres aus no voladores són vestigials, sinó que són les restes de les ales dels seus ancestres voladors.
Els ulls de determinats Amblyopsidae i salamandres són vestigis, ja que no permeten la visió de l'organisme, i són les restes dels ulls funcionals dels seus avantpassats.
En els exemples anteriors, el vestigis són generalment el resultat (de vegades incidental) de l'adaptació evolutiva. No obstant això, hi ha molts exemples de vestigis com el producte de la mutació dràstica, i tals vestigis són generalment perjudicials o contra-adaptatius. Un dels primers exemples documentats fou el de les d'ales vestigials en Drosophila. Des de llavors han sorgit molts exemples en molts altres contextos.

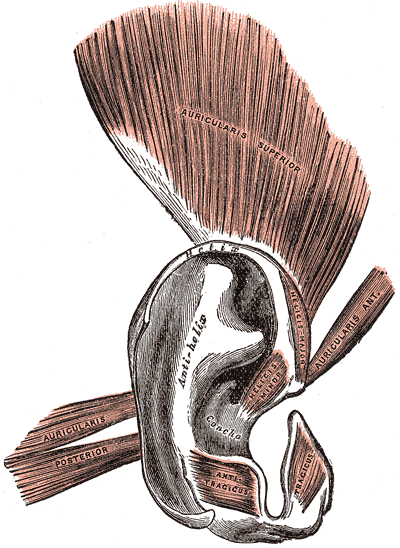
Els músculs connectats a les orelles d'un ésser humà no es desenvolupen prou per a tenir la mateixa mobilitat de què molts animals gaudeixen

Els vestigis en els humans inclouen una varietat de caràcters que ocorren en l'espècie humana. Molts exemples d'aquests són vestigials en altres primats i animals relacionats, mentre que altres exemples són encara molt desenvolupats. El cec humà és vestigial, com sovint és el cas en els omnívors, sent reduït a una sola cambra de recepció del contingut de l'ili al còlon. El cec ancestral hauria estat un diverticle gran, cec en el qual el material vegetal resistent com la cel·lulosa hauria estat fermentat en preparació per a l'absorció al còlon.
 Òrgans anàlegs en altres animals similars als éssers humans continuen realitzar funcions similars. Una explicació alternativa seria la possibilitat que la selecció natural selecciona els apèndixs més grans perquè apèndixs més petits i prims serien més susceptibles a la inflamació i la malaltia. El còccix, encara que és un vestigi de la cua d'alguns ancestres primats, és funcional com ancoratge per a certs músculs de la pelvis.
Altres estructures que són vestigis inclouen la plica semilunar al cantó interior de l'ull (un romanent de la membrana nictitant), i, com mostra la imatge, els múscul auricular i altres parts del cos. Altres estructures orgàniques (com el múscul occipitofrontal) han perdut les seves funcions originals (mantenir el cap dret), però segueixen sent útils per a altres fins (expressió facial).
Els éssers humans també tenen alguns comportaments vestigials i reflexos. La reacció de la “pell de gallina” en els éssers humans sota estrès és un reflex vestigial, sent la seva funció en els avantpassats humans, com en altres animals, eriçar el pèl del cos, fent que l'animal sembli més gran i intimidar els adversaris.
Els nadons instintivament agafar qualsevol objecte que toca el palmell de la mà, en alguns casos tan fort com per a suportar el seu propi pes.
També hi ha vestigis d'estructures moleculars en l'ésser humà, que ja no estan en ús, però pot indicar un ancestre comú amb altres espècies. Un exemple d'això és la L-gulonolactona oxidasa, un enzim que és funcional en la majoria d'altres mamífers, que produeix un enzim que pot produir vitamina C. Una mutació documentada desactivà el gen en un avantpassat del modern infraordre dels simis, i ara roman en els seus genomes, inclòs el genoma humà com una seqüència vestigial com a pseudogèn.
Les plantes també tenen parts vestigials, com estípules i carpels sense funció, la reducció de les fulles en el gènere Equisetum, paràfisis de fongs, entre d'altres.